# 8280 Petergruber
A 8280 Petergruber (ideiglenes jelöléssel 1991 PG16) a Naprendszer kisbolygóövében található aszteroida. Henry E. Holt fedezte fel 1991. augusztus 7-én.